# Esztergomi kór- és szegényház
Az esztergomi kór- és szegények háza a Simor János utca 126-128 alatt álló műemléki épületegyüttes. Az épületet jelenleg az egyházmegye a romapasztoráció céljaira szánja, illetve itt működik a Boldog Ceferino Alapítvány.

## Története
| „                      | Mint minden olyan városba, a hol valamely magasabb, vagyonosabb status székel, a vidék szegényei seregestől vonúlnak, így Esztergomba is vonzza ezeket a prímási udvar fénye nemkülönben a székeskáptalan könyörületességének híre. | ” |
| – Borovszky Samu, 1908 | |   |

Az 1831-es kolerajárvány idején a korábbi Budai utcai aggok háza már elégtelennek bizonyult, ezért a városi tanács megvette a Csillag utca (mai Terézia utca) és a Hosszú sor (mai Simor János utca) sarkán álló telket új ispita részére. Az adás-vétellel Helischer József tanácsost bízták meg, akinek nevét ma a városi könyvtár viseli. Helischer tulajdonképpen nem megalapította a szegényházat, hanem rendbe szedte pénzügyeit. 1836-ra már jutott pénz az alkalmazottak bérezésére és a rendszeres közélelmeztetésre is. Az 1837-es vármegyei farsangi bál bevételét is a szegényház javára fordították. Az 1838-as árvíz után az Aggok háza megrongálódott. Ekkor Packh János ingyenesen készített terveket a egy új épület megépítéséhez, ami az új telken 1839 késő őszére már mai formájában állt. 
Palkovics Károly javaslatára ugyanitt kórházat is berendeztek. Ennek ügyintézője Pleszl Albert, gyógyítója Effner Ferenc sebészmester volt.
1853-ban az 1845-ben diplomát szerzett Lőrinczy Rezső lett az igazgató. Volt egy beosztotta is, Csernoch János személyében, aki a sebész műtéteinél segédkezett. Lőrinczy gyógyított akkor is, amikor az 1859-es solferinoi csatából 100 sebesültet hoztak Esztergomba. 1861-ben pénzügyi zavarok miatt a kórház fizetésképtelen lett, és így az orvosnak sem tudtak fizetni. Ebben az évben választották szét a szegényházat - másik nevén az Aggok otthonát -, a kórháztól. A kimutatások szerint 1861-ig összesen 3318 beteget gyógyítottak az intézményben. 1904 decemberében népkonyha nyílt a szegényházban. 1896. április 3-án Gönczy Béla lett a főorvos.
2008 végéig itt működött a Feichtinger Sándor Időskorúak Otthona. Ekkor az intézményt a megyei önkormányzat vette át, az otthon a város másik pontjára költözött. 2014-ben a kápolna melletti épületegyüttest Komárom-Esztergom megye átadta az Esztergom-Budapesti Főegyházmegyének. Az egyházmegye az épület egyik felében a Karitász helyiségeit alakította ki. Az épület másik oldalát az Egyházmegye a romapasztoráció céljaira szánja. Itt kapott helyet a Boldog Ceferino Alapítvány is, amely három fő területen segíti a cigányság felzárkózását: oktatás, munkához juttatás és lelki építkezés.

## Leírása
Az eredetileg itt álló épület 1784 és 1792 között épült. A mai, Packh-féle földszintes épület késő barokk stílusban készült. Az ingatlan alapterülete 1556 m², ebből a beépített terület 990 m². Az épületegyüttes zártsorú beépítésű. Terézia utcára néző homlokzatának középvonalában áll a fogadalmi kápolna vagy közismertebb nevén a szegényházi kápolna. Packh 1838-as tervei szerint a kápolnától jobbra eső szárnyban két szoba volt a szegényeknek, balra két szoba a betegeknek. A két kórtermet egy konyha választotta el egymástól.